# Александер Кшечунович
Алєксандер Кшечуновіч (15 березня 1863, Соснів — 3 березня 1922, Львів) — галицький польський консервативний політик вірменського походження. Представник роду Кшечуновичів.

## Біографія

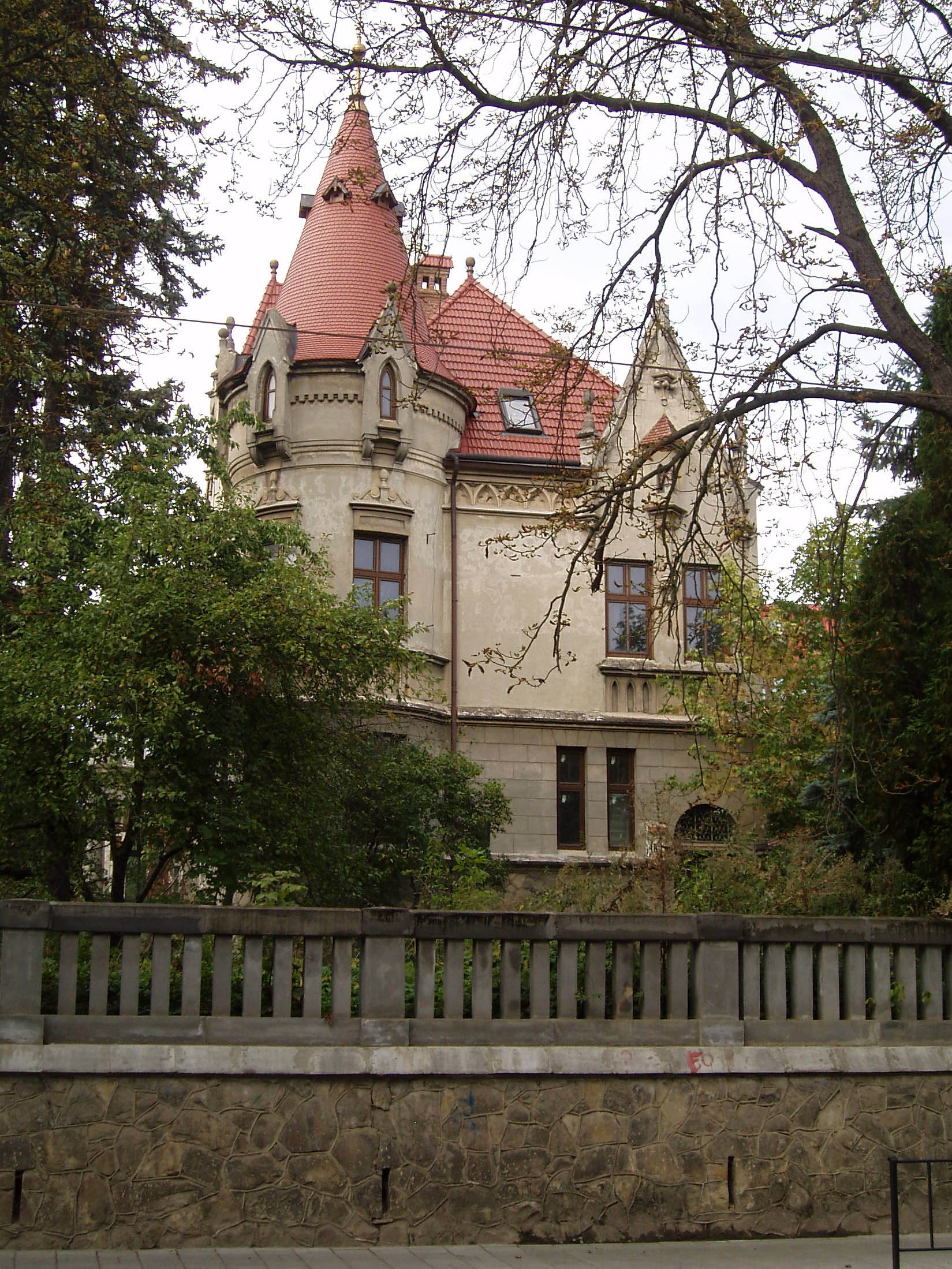
Вілла Кшечуновича (1912; вул. Коновальця 100)

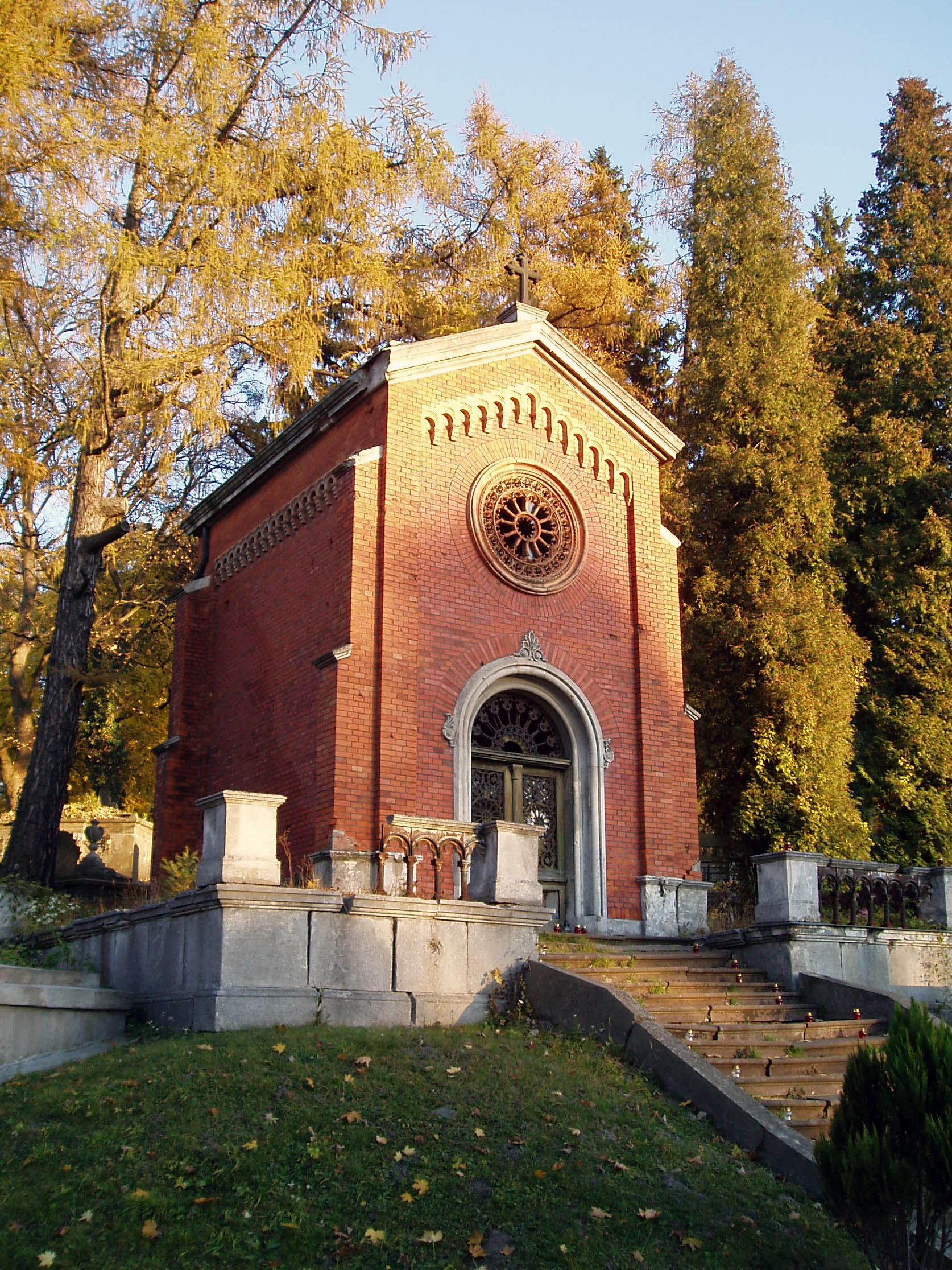
Родинна каплиця Кшечуновичів

Син Корнеля Кшечуновича та його дружини Ізабелі із Суходольских.
Закінчив відділ права Львівського університету.
З 1888 року був членом «Галицького товариства господарчого», з 1889 року «Галицького товариства кредитового земського» (з 1892 року член округового виділу) у Львові. З 1891 року працював у Повітовій раді Рогатинщини, з 1912 року — маршалок Рогатинського повіту. В 1896 році заснував «Товариство охорони платників податків» через введення в Австро-Угорщині прибуткового податку з громадян. З 1900 року працював у Повітовому виділі в Підгайцях.
6 березня 1908 року став послом Галицького сейму від І-ї курії Бережанської округи; у 1913 році повторно обраний.
Під час першої світової критикував германізаційну політику Німеччини на польських землях; мав проросійські симпатії, після відходу російських окупантів був інтернований у Львові. У жовтні 1918 року домагався, щоб уряд майбутньої Польщі підтримував економічну автономію регіонів країни. У статтях тих часів підкреслював небезпеку зі сторони Німеччини, підтримував приєднання Східної Прусії до Польщі, передачу Віленщини, колишнього Новогрудського воєводства Литві, приєднання всього Поділля. Відвертий противник Української державності Галичини.
Після 1920 року зосередився на відновленні зруйнованих війною маєтків. Дідич, зокрема, маєтків в Більшівцях, Бовшеві, Слобідці, Кінашеві, Гербутові.
11 липня 1891 року одружився з Феліцією Тустановскою. Діти: Корнель (1894 — ?, доктор права, підполковник), Александра (1896-?), Марія (1893—1952), Зофія Мілєвска (1900-?). Мешкав з родиною у власній віллі на вул. 29 Листопада (нинішня вул. Коновальця, 100).
Як член комісії Галицького сейму 1910—1914 років дуже затягував процес реформи, був відвертим противником поступок українцям. В нарадах Польського кола сейму часто протидіяв більшості. 16 лютого повітовий суд в Рогатині звернувся до сейму з проханням притягнення його до кримінальної відповідальності за «образу честі, гідності».
Він брав активну участь у фінансуванні реставрації вірменського собору у Львові. Фінансував роботи художника Юзефа Мегоффера, який розробив проєкт та виконав мозаїку в старій, XIV століття, частині храму.
Помер 3 березня 1922 року. Похований 5 березня на Личаківському цвинтарі в родинній каплиці (головна алея, поле № 2).